# Mikwe (Mönchsdeggingen)

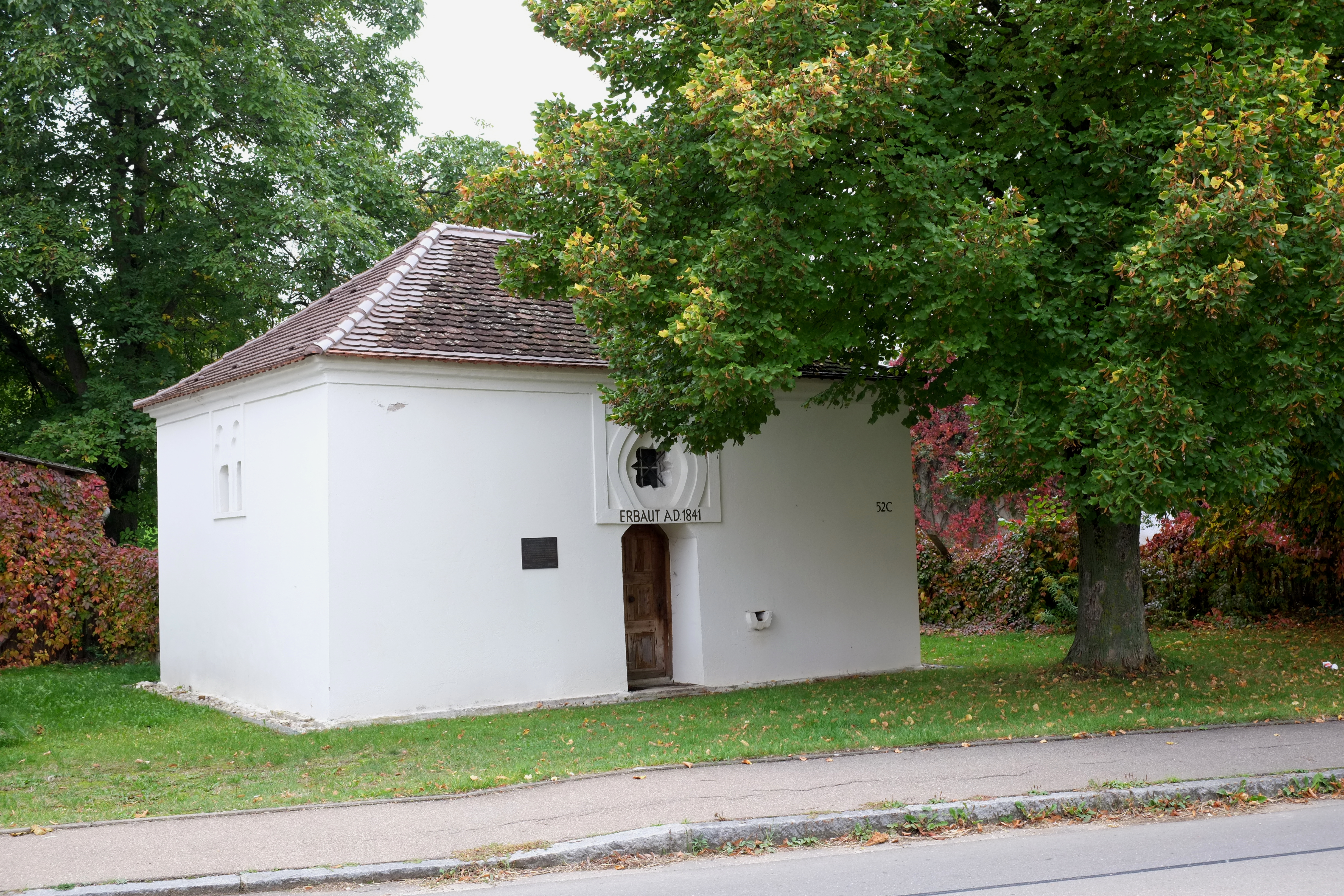
Eingangsseite der Mikwe

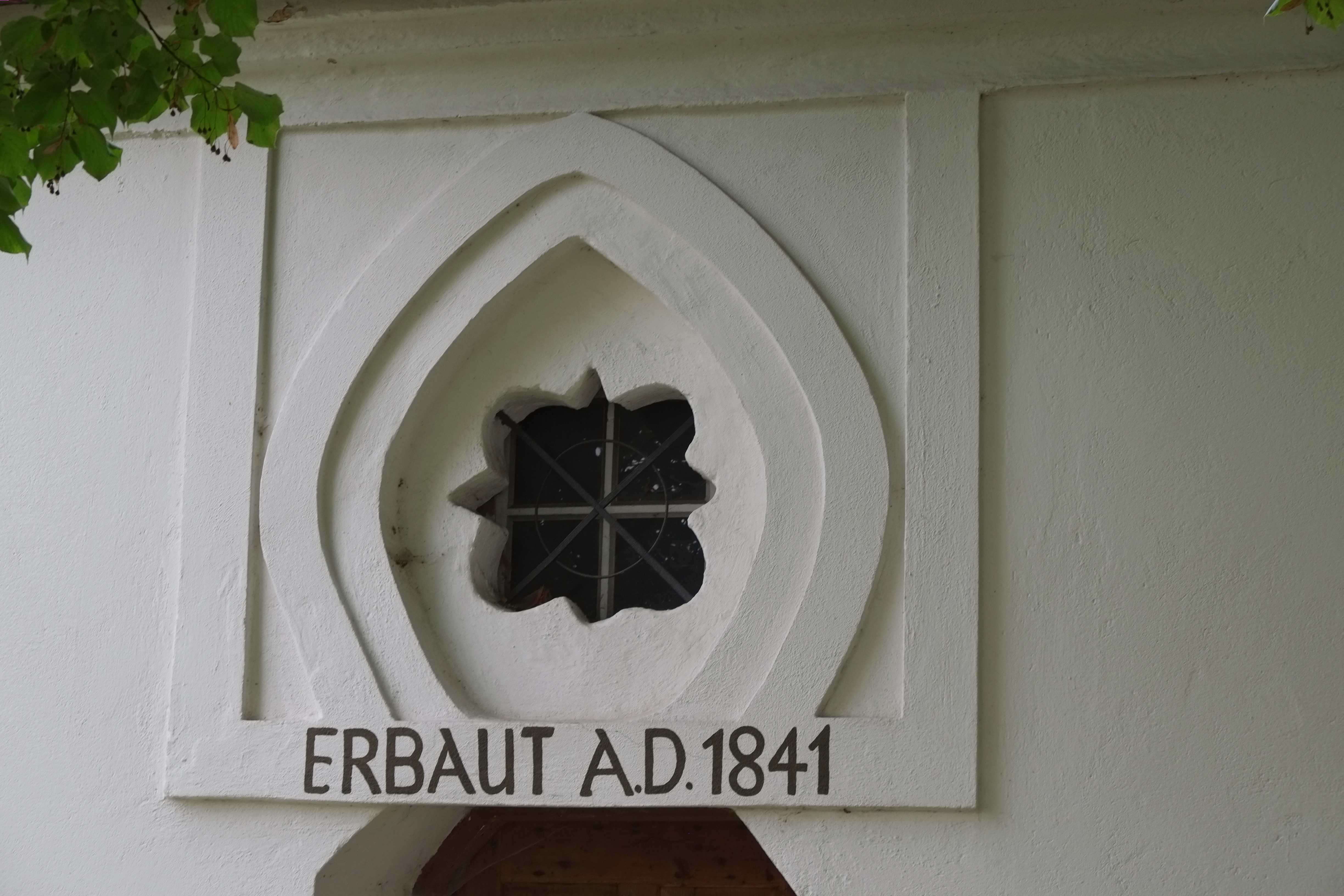
Portalzier

Die Mikwe in Mönchsdeggingen, einer Gemeinde im Landkreis Donau-Ries in Bayern, wurde 1841 errichtet. Die Mikwe mit der Adresse Alemannenstraße 17 ist ein geschütztes Baudenkmal.

## Beschreibung
Die ehemalige Mikwe hat ihren Eingang an der Straßenseite. Über dem Portal
befindet sich eine Portalzier im maurischen Stil.
Der eingeschossige rechteckige Bau weist ebenfalls maurische Gliederungsformen und Fensterverzierungen auf.